# K-461 Volk
El K-461 Volk es un submarino de la clase Akula de la Armada rusa.

## Diseño
El Proyecto 971 tiene un diseño de doble casco. El cuerpo robusto está fabricado en acero aleado de alta calidad con σт = 1 GPa (10.000 kgf/cm²). Para simplificar la instalación del equipo, el barco se diseñó utilizando bloques zonales, lo que hizo posible transferir una cantidad significativa de trabajo desde las condiciones de hacinamiento de los compartimentos del submarino directamente al taller. Una vez finalizada la instalación, la unidad zonal se "enrolla" en el casco del barco y se conecta a los cables y tuberías principales de los sistemas del barco. Se utiliza un sistema de amortiguación de dos etapas: todos los mecanismos se colocan sobre cimientos amortiguados, además, cada unidad de zona está aislada del cuerpo por amortiguadores neumáticos de cuerda de goma. Además de reducir el nivel general de ruido de los submarinos nucleares, dicho esquema puede reducir el impacto de las explosiones submarinas en el equipo y la tripulación. El barco tiene una unidad de cola vertical desarrollada con una bola aerodinámica, en la que se encuentra la antena remolcada. También en el submarino hay dos propulsores reclinables y timones horizontales de proa retráctiles con flaps. Una característica del proyecto es la conexión acoplada sin problemas de la unidad de cola al casco. Esto se hace para reducir los remolinos hidrodinámicos que generan ruido.
El suministro de energía se lleva a cabo mediante una central nuclear. El barco líder, K-284 Akula, estaba equipado con un reactor nuclear refrigerado por agua a presión OK-650M.01. En pedidos posteriores, la AEU tiene mejoras menores. Algunas fuentes informan que los barcos posteriores están equipados con reactores OK-9VM. La potencia térmica del reactor es de 190 MW, la potencia del eje es de 50.000 litros. con. Dos motores eléctricos auxiliares en las columnas exteriores articuladas tienen una capacidad de 410 hp. con un generador diésel ASDG-1000.

## Construcción
El submarino se depositó el 22 de febrero de 1989 en Sevmash, Severodvinsk. Botado el 14 de abril de 1989 y puesto en servicio el 29 de diciembre de 1989.

## Historial operativo
El 27 de enero de 1992 se izó solemnemente la Bandera Naval, se aprobó la fecha del 27 de enero como feriado anual de la tripulación.
El 29 de enero de 1992, consagrado según el rito ortodoxo como clérigo de la Catedral de San Elías en las montañas Arcángel por el arcipreste Vladimir.
Del 31 de enero de 1992 al 2 de febrero de 1992 completó la transición a una base permanente en b. Yagelnaya GB. Pollock.
El 11 de febrero de 1992, incluido en la 24.ª División de Submarinos de la 3.ª Flpl SF.
El 3 de junio de 1992 fue reclasificado como submarino de propulsión nuclear.
El 16 de agosto de 1993, durante la puesta en marcha de la central, por acciones erróneas del personal, se activaron los automatismos de seguridad de los generadores de vapor.
Desde noviembre de 1993 hasta enero de 1994, completó las tareas del 1er servicio de combate.
Del 5 de diciembre de 1995 al 20 de febrero de 1996 completó las tareas del 2º servicio de combate con la tripulación del K-317 Pantera bajo el mando del Capitán de 1º Rango SV Spravtsev en el Mar Mediterráneo, durante el cual brindó escolta antisubmarina de largo alcance de un portaaviones grupo multipropósito dirigido por el portaaviones Almirante Kuznetsov. Al mismo tiempo, se llevó a cabo un seguimiento a largo plazo de varios submarinos de la OTAN, incluido un submarino nuclear estadounidense de la clase Los Ángeles.
El 10 de septiembre de 1998, a bordo del K-157 Vepr bajo el mando de la tripulación del K-461 Volk se produjo una emergencia. Cuando el barco estaba en Gadzhievo, el marinero Alexander Kuzminykh, de 19 años, en estado de colapso mental, armado con una ametralladora AKS74U, disparó a 8 compañeros y se encerró en el compartimento de torpedos, amenazando con detonar la munición. Al mismo tiempo, suministró gas desde el sistema LOH al compartimiento adyacente. Finalmente, durante las negociaciones, debido a la imposibilidad de entrega voluntaria, el marino fue eliminado por los especialistas del FSB.
Entre mayo de 2005 y diciembre de 2006, se sometió a una reparación mediana en el astillero Sevmash.
Desde el 14 de agosto de 2014, el submarino está en reparación media y modernización profunda en el Centro de reparación de barcos Zvezdochka. Se espera que su revisión y modernización estén terminadas en 2023.